# Pat Cash
Patrick Hart Cash ou somente Pat Cash (Melbourne, 27 de maio de 1965) é um ex-tenista australiano. É conhecido principalmente por ter vencido o Torneio de Wimbledon em 1987.

## Grand Slam finais

### Simples: 3 (1 título, 2 vices)
| Resultado | Ano  | Campeonato      | Piso  | Oponente      | Placar                       |
| Vice      | 1987 | Australian Open | Grama | Stefan Edberg | 3–6, 4–6, 6–3, 7–5, 3–6      |
| Campeão   | 1987 | Wimbledon       | Grama | Ivan Lendl    | 7–6(7–5), 6–2, 7–5           |
| Vice      | 1988 | Australian Open | Duro  | Mats Wilander | 3–6, 7–6(7–3), 6–3, 1–6, 6–8 |

## ATP Títulos

### Simples (6 títulos)
| Nº | Ano  | Torneio       | Oponente na Final             | Placar                  |
| 1. | 1982 | Melbourne     | Rod Frawley (Austrália)       | 6-4, 7-6                |
| 2. | 1983 | Brisbane      | Paul McNamee (Austrália)      | 4-6, 6-4, 6-3           |
| 3. | 1983 | Melbourne     | Rod Frawley (Austrália)       | 6-4, 7-6                |
| 4. | 1987 | Nancy         | Wally Masur (Austrália)       | 6-2, 6-3                |
| 5. | 1987 | Wimbledon     | Ivan Lendl (Tchecoslováquia)  | 7-6, 6-2, 7-5           |
| 6. | 1987 | Johannesburgo | Brad Gilbert (Estados Unidos) | 7-6, 4-6, 2-6, 6-0, 6-1 |
| 7. | 1990 | Hong Kong     | Alex Antonitsch (Áustria)     | 6-3, 6-4                |